# Songs from Instant Star
Songs from Instant Star è la colonna sonora della prima stagione del programma televisivo Instant Star. Tutti i brani sul CD sono cantati da Alexz Johnson, che nel telefilm interpreta la protagonista Jude Harrison.

## Produzione
L'album, pubblicato dalla Orange Record Label, è prodotto da Jody Colero e Dave Ogilvie. Il produttore esecutivo del CD è Stephen Stohn che è anche produttore esecutivo del programma televisivo. Le canzoni sono completamente originali, con due eccezioni: Stupid Girl, originalmente un singolo del gruppo Garbage del 1996, e Temporary Insanity del gruppo The Weekend. Cinque delle canzoni sono scritte da Alexz Johnson, a volte con l'aiuto del fratello Brendan. Le voci di sfondo sono di Joel Feeney, Damhnait Doyle, Neil Donnell, Andrea Wasse, Lisa Dalbello, Katie B, e Dave Ogilvie. Nel telefilm, questo è l'album di debutto di Jude Harrison, intitolato Jude Harrison.

## Tracce
| #   | Titolo                     | Autori                                                         | Durata |
| --- | -------------------------- | -------------------------------------------------------------- | ------ |
| 1.  | 24 Hours                   | Alexz Johnson, Damhnait Doyle                                  | 3:18   |
| 2.  | Temporary Insanity         | Andrea Wasse, Christopher Ward                                 | 4:14   |
| 3.  | Waste My Time              | Fred St-Gelais, Rob Wells, Christopher Ward                    | 3:13   |
| 4.  | Let Me Fall                | Alexz Johnson, Christopher Ward, Fred St-Gelais                | 3:25   |
| 5.  | Skin                       | Brendan Johnson, Alexz Johnson                                 | 2:45   |
| 6.  | I'm in Love With My Guitar | Rob Wells, Christopher Ward                                    | 3:21   |
| 7.  | Criminal                   | Brendan Johnson, Alexz Johnson                                 | 3:05   |
| 8.  | Time to Be Your 21         | Marc Jordan, Damhnait Doyle, Rob Wells                         | 4:12   |
| 9.  | It Could Be You            | Christopher Ward, Andrea Wasse, Rob Wells                      | 3:03   |
| 10. | Me Out of Me               | Chin Injeti, Fred St-Gelais                                    | 2:44   |
| 11. | Pick Up the Pieces         | Joel Feeny, Fred St-Gelais                                     | 3:08   |
| 12. | Your Eyes                  | Marc Jordan, Rob Wells                                         | 3:38   |
| 13. | That Girl                  | Brendan Johnson, Alexz Johnson                                 | 3:38   |
| 14. | Stupid Girl (Bonus track)  | Garbage, Joe Strummer, Mick Jones, Paul Simonon, Topper Headon | 3:52   |

## Singolo
Dall'album è stato estratto il singolo 24 Hours con le seguenti tracce:
1. 24 Hours (versione album)
2. 24 Hours (versione strumentale)
3. Criminal (versione album)

## Cover
Marie-Mai ha registrato una cover di Waste My Time in francese per il suo album Dangereuse attractions dal titolo Tôt Ou Tard.

## Altre canzoni
Nella prima stagione del telefilm ci sono due canzoni che non sono state mai pubblicate, sebbene è possibile sentirle in alcune puntate. Una, scritta da Alexz Johnson e anche registrata in studio, dal titolo Shatter Me; una seconda invece si intitola Frozen.

## Posizioni in classifica
| Anno | Classifica | Posizione |
| ---- | ---------- | --------- |
| 2006 | Svizzera   | 41°       |
| 2006 | Germania   | 67°       |
| 2006 | Polonia    | 30°       |